# Aruna Dindane
Aruna Dindane (n. 26 noiembrie 1980, Abidjan, Coasta de Fildeș) este un fotbalist ivorian care joacă pe postul de atacant. În prezent el este liber de contract.
Aruna Dindane a jucat 62 de meciuri pentru Coasta de Fildeș, marcând 17 goluri. De la debutul său la națională în anul 2000, el a reprezentat țara la patru ediții ale Cupei Africii pe Națiuni și la două Campionate Mondiale de Fotbal.

## Palmares
ASEC Mimosas
- Ligue 1 (Coasta de Fildeș): 2000

R.S.C. Anderlecht
- Prima Ligă Belgiană: 2000–01, 2003–04
- Supercupa Belgiei: 2000, 2001

RC Lens
- Cupa UEFA Intertoto: 2007
- Ligue 2: 2008–09

Individual
- Gheata de Aur a Belgiei: 2003
- Gheata de Abanos a Belgiei: 2003